# Роботизований телескоп

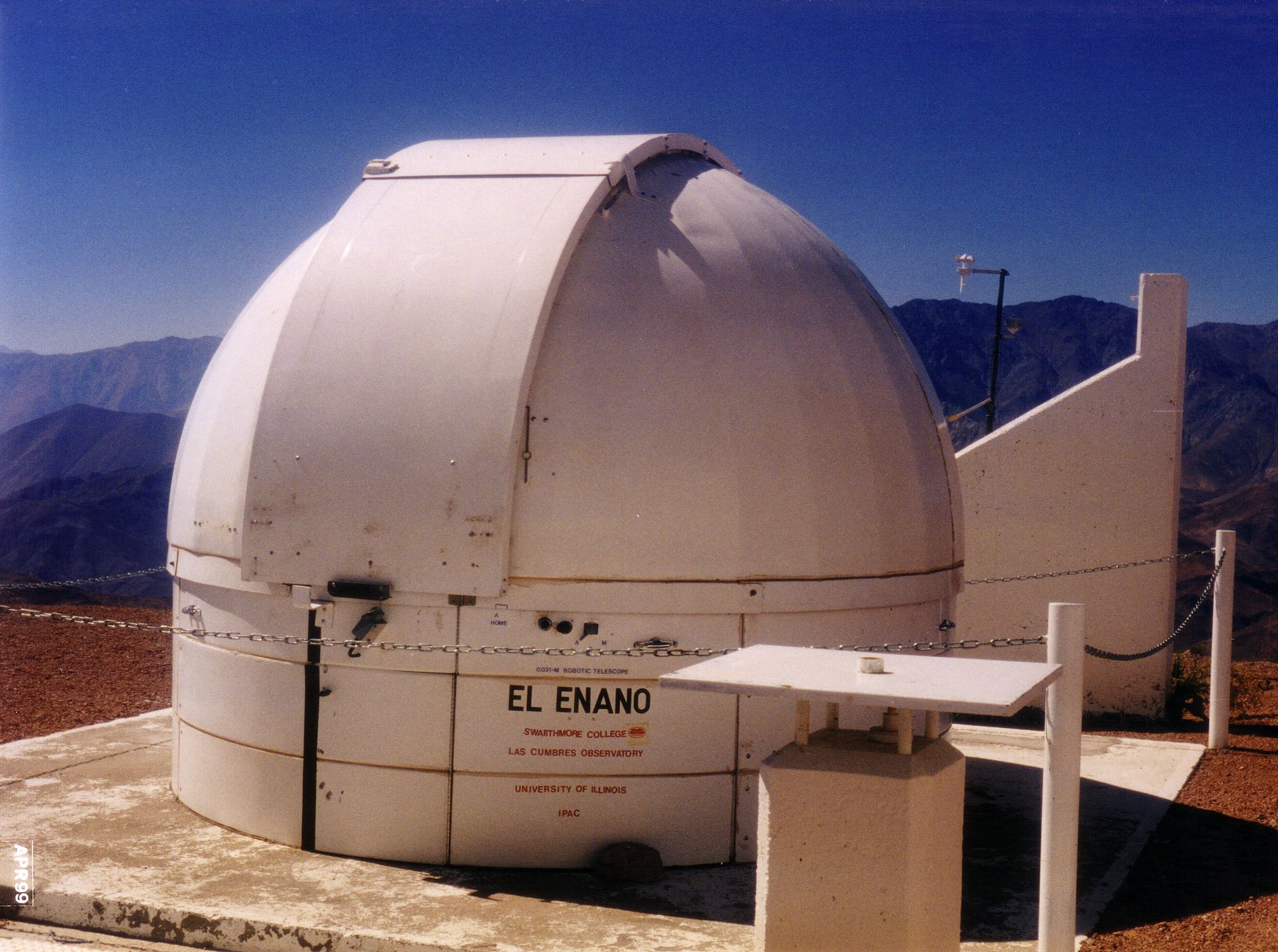
"El Enano", роботизований телескоп

Роботизований телескоп — це астрономічний телескоп і система детектора, яка проводить спостереження без втручання людини. В астрономічних дисциплінах телескоп кваліфікується як роботизований, якщо він проводить ці спостереження без керування людиною, навіть якщо людині доводиться починати спостереження на початку ночі або закінчувати їх вранці. Він може мати програмні агенти, що використовують штучний інтелект, які допомагають різними способами, наприклад автоматичне планування. Роботизований телескоп відрізняється від дистанційного телескопа, хоча прилад може бути як роботизованим, так і дистанційним.
До 2004 року роботизовані спостереження становили переважний відсоток опублікованої наукової інформації про орбіти та відкриття астероїдів, дослідження змінних зірок, криві блиску та відкриття наднових, орбіти комет і спостереження гравітаційних мікролінз.
Усі спостереження гамма-спалахів ранньої фази проводилися за допомогою роботизованих телескопів. 

## Дизайн
Роботи-телескопи — це складні системи, які зазвичай містять кілька підсистем. Ці підсистеми включають пристрої, які забезпечують наведення телескопа, роботу детектора (зазвичай це камера CCD), керування куполом або кожухом телескопа, керування фокусом телескопа, визначення погодних умов та інші можливості. Часто цими різними підсистемами керує головна система керування, яка майже завжди є програмним компонентом.
Роботизовані телескопи працюють за принципом замкнутого або відкритого циклу. У системі з відкритим циклом роботизована система телескопа спрямовує себе та збирає свої дані, не перевіряючи результати своїх операцій, щоб переконатися, що вона працює належним чином. Іноді кажуть, що телескоп із відкритим контуром працює вірно, оскільки якщо щось піде не так, система керування не зможе це виявити та компенсувати.

## Список роботизованих телескопів
Нижче наведено додаткову інформацію про ці професійні роботизовані телескопи:
- ТРАПІСТ, 60 см, Ла Сілла, Чилі.
- T80S, 80 см, Тололо, Чилі.
- Супер-ЛОТІС, 60 см, Обсерваторія Стюард на Кітт Пік, Арізона, США.
- Ліверпульський телескоп (роботизований телескоп), 2.0 м, на Ла Пальма, Канарські острови
  - Північний телескоп Фолкса, 2.0 м, обсерваторія Халеакала, Гаваї
  - Телескоп Faulkes South, обсерваторія Siding Spring, Новий Південний Уельс, Австралія
  - RoboNet, кілька місць
- Обсерваторія Лік на горі Гамільтон, Каліфорнія, США.
  - Автоматичний пошук планет, 2.4 м,
  - Автоматичний телескоп Кацмана, 76 см
- Телескопи Slooh, різних розмірів і розташування.
- Телескоп Rapid Eye Mount, 60 см, Ла Сілла, Чилі
- ТАРО-Південна роботизована обсерваторія, 25 см, Ла Сілла, Чилі
- Бредфордський роботизований телескоп, 35,5 см, Обсерваторія Тейде, Канарські острови
- Обсерваторія Уорнера та Свосі#Станція Роботизована обсерваторія Нассау, 91 см, Обсерваторія Уорнера і Свосі, Огайо, США
- Observatorio Astronómico de La Sagra, 3×45 см, Гранада, Іспанія
- РОЦЕ-IIIb, 45 см, Обсерваторія Макдональд, Техас, США
- ЗРІСТ ,70 см,
- Індійська астрономічна обсерваторія, Ладакх, Індія
- Мережа малих швидкодіючих роботизованих телескопів MASTER
- Таїланд NARIT Thai Robotic Telescope, Національний астрономічний науково-дослідний інститут Таїланду (громадська організація) Таїланд.
- RAPTOR (телескоп), Fenton Hill
- Мілутін Міланкович, 140 см, Белградська обсерваторія, астрономічна станція Відоєвица, гора Відоєвица, Сербія.